# Ice Age block
Het Ice Age block is een serie van drie uitbreidingssets in het ruilkaartspel Magic: The Gathering. Het is het eerste block dat begonnen werd, met Ice Age in 1995 en Alliances in 1996, maar werd pas vervolledigd in 2006 met Coldsnap.
Tussen Ice Age en Alliances werd de set Homelands uitgebracht, waardoor deze twee, samen met Ice Age, gezien werden als het eerste block. Oorspronkelijk wilde Wizards of the Coast een andere set uitbrengen, in plaats van Homelands, die meer aansloot bij de verhaallijn van Ice Age en Alliances, maar om onduidelijke redenen gebeurde dit niet. Pas toen Coldsnap op de markt kwam, werd Homelands definitief verwijderd uit het Ice Age block, en vervangen door deze, waardoor dezelfde verhaallijn over deze drie sets doorgetrokken kon worden, en men kon spreken van een cycle.

## Verhaallijn
Het verhaal achter het Ice Age block en cycle speelt zich af in de wereld van Dominaria, in het multiversum Dominia, over een tijdsspanne van 450 tot 2934 jaar na Antiquities. Door de gebeurtenissen in Antiquities (de oorlog tussen de broers Urza en Mishra), bevindt Dominaria zich in een ijstijdperk.
De meeste beschavingen zijn door die oorlog verwoest, op drie naties na: de soldatennatie van Kjeldor, de barbarennatie van Balduvia en de elfengemeenschap van Fyndhorn. De necromancer Lim-Dûl voert experimenten uit, terwijl de tovenaar Zur the Enchanter nieuwe tovenaars opleidt om te overleven in de barre situaties.
De inwoners van Dominaria zitten gevangen op hun planeet doordat deze omcirkeld is door afval van vernielde voorwerpen, ten gevolge van de oorlog tussen Urza en Mishra.
Uiteindelijk wordt het ijstijdperk beëindigd door de magie van de planeswalker Freyalise. Door de opwarming van het klimaat beginnen de volkeren terug in actie te komen, en worden ze slachtoffer van overstromingen en plagen. Balduvia komt in oorlog met een horde geleid door een voormalige Kjeldorridder, General Varchild. Lim-Dûl bereidt zich voor om zich Dominaria gewapend eigen te maken met een leger van ondoden.